# Guettarda odorata
Guettarda odorata är en måreväxtart som först beskrevs av Nikolaus Joseph von Jacquin, och fick sitt nu gällande namn av Jean-Baptiste de Lamarck. Guettarda odorata ingår i släktet Guettarda och familjen måreväxter. Inga underarter finns listade i Catalogue of Life.